# Strach, nejistota, pochyby
Strach, nejistota, pochyby (anglicky Fear, Uncertainty, Doubt, zkráceně FUD) je marketingová strategie, která rozšiřuje záporné, nejasné či nepřesné informace o konkurenčním výrobku. Jako FUD se původně označovaly dezinformační taktiky používané výrobci počítačového hardware, ale později se pojem rozšířil i do jiných oblastí a dnes se používá i ve spojení s politikou. Obecněji značí FUD také souhrn rozšířených mylných dojmů o nějaké záležitosti.

## Historie
Vznik pojmu FUD je spojen s americkou počítačovou firmou IBM. V současnosti je však z šíření dezinformací o konkurenci obviňováno mnoho dalších velkých firem nejen z počítačového průmyslu.
Tuto taktiku poprvé popsal americký počítačový architekt Gene Amdahl po tom, co opustil IBM a založil vlastní společnost. Řekl tehdy: „FUD je strach, nejistota a pochybnost, které obchodníci od IBM vnucují potenciálním zákazníkům, kteří by mohli uvažovat o produktech Amdahl.“
O vzniku FUD pojednává také Eric S. Raymond, autor knihy Katedrála a tržiště: „Cílem samozřejmě bylo přesvědčit kupující používat vybavení od IBM místo toho konkurenčního. Tento zjevný nátlak byl obvykle prováděn za pomoci příslibů, že těm, co zůstanou věrní IBM, se dobře povede, zatímco ty, kdo si pořídí konkurenční zařízení, čeká černá budoucnost. Po roce 1991 se pojem rozšířil jako označení pro jakýkoliv druh dezinformací používaných jako zbraň v konkurenčním boji.“
Odpůrci velkých počítačových společností zastávají názor, že šíření strachu, nejistoty a pochybností je běžná marketingová technika, kterou tyto společnosti vědomě používají. Šíření informací o údajných nedostatcích méně známých výrobků umožňuje zavedeným společnostem odrazovat zákazníky, kteří se rozhodují mezi jejich a konkurenčním výrobkem, aniž by došlo na srovnání skutečných technických vlastností. Názornou ukázkou má být například tradiční poučka nákupčích, že „za nákup výrobků IBM ještě nikoho nevyhodili“.
Halloween documents z roku 1998 (vnitřní dokumenty Microsoftu, jejichž existenci sami potvrdili) používají termín FUD k popsání potenciální taktiky proti open source, kteří jsou dlouhodobě důvěryhodní – proto taktika FUD nemůže být použita.